# Fantasian
Fantasian es un videojuego RPG del año 2021 codesarrollado y publicado por el estudio Mistwalker, con sede en Hawái, para dispositivos iOS a través del servicio Apple Arcade. Fue producido y escrito por Hironobu Sakaguchi con música de Nobuo Uematsu, ambos mejor conocidos por ser la parte principal de los creadores originales y pioneros detrás de la serie Final Fantasy. El juego se divide en dos partes: la primera se lanzó en todo el mundo el 2 de abril de 2021 y la segunda parte se lanzó el 13 de agosto de ese mismo año.

## Trama
La trama del juego gira en torno a Leo, un joven que sufre amnesia después de entrar en un universo alternativo conocido como el Reino de las Máquinas. Varios personajes se unen a él en su búsqueda para recuperar su memoria y descubrir quién es, mientras se enfrentan al misterioso Vam el Malévolo durante la aventura.

## Gameplay
Explorar el mundo de Fantasian consiste en que los jugadores elijan una ubicación, hacia la cual Leo navegará hasta llegar. A medida que el jugador navega por el mundo se producen batallas aleatorias en los que debe luchar contra un grupo de enemigos. Estas batallas consiste en batallas por turnos.  Durante los combates el jugador controla un pequeño grupo de aliados, con el que durante su turno el jugador puede causar daño físico a un solo enemigo, usar elementos para ayudarse, curar problemas de estado, usar habilidades que requieren puntos mágicos, como ataques mágicos ofensivos o ataques que golpeen a múltiples enemigos. Cuando se juega en un dispositivo móvil, los jugadores pueden deslizar el dedo por la pantalla para seleccionar varios objetivos a los que atacar.  Los personajes ganan puntos de experiencia después de las batallas que aumentan automáticamente sus estadísticas de combate cuando un personaje sube de nivel, y se puede acceder a un árbol de habilidades configurable.
Un elemento único de Fantasian es el sistema "Dimengeon" que permite a los jugadores saltarse batallas contra enemigos encontrados anteriormente.  Cuando el sistema "Dimengeon" está habilitado, los jugadores no luchan contra los enemigos inmediatamente; en cambio, los enemigos se colocan en el "Dimengeon", lo que permite a los jugadores explorar el mundo del juego sin interrupciones. Sin embargo, el "Dimengeon" sólo puede contener una cierta cantidad de enemigos, y una vez superada esta capacidad, el jugador se ve obligado a luchar contra todos los enemigos que ha acumulado a la vez, siendo lo óptimo luchar contra ellos asiduamente cuando el jugador elija, con el fin de vaciarlo antes de continuar con la exploración . Hay varias mejoras disponibles durante estas batallas "Dimengeon", como un mayor poder de ataque o la capacidad de robar un turno a un enemigo, para ayudar al jugador cuando se enfrenta a una gran cantidad de enemigos a la vez. 
El juego no contiene microtransacciones, una característica muy habitual en los juegos disponibles a través de Apple Arcade.  El juego también es compatible con mouse y teclado y se puede jugar con controladores como el DualShock 4. 

## Desarrollo

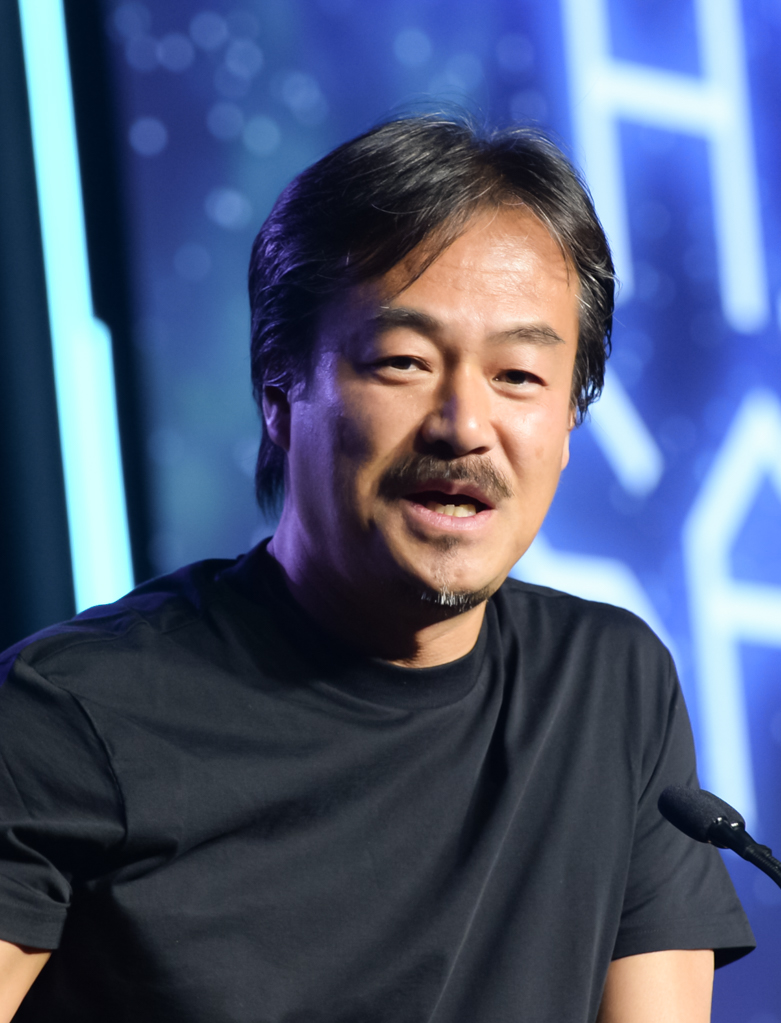
Escritor y productor Hironobu Sakaguchi en 2015

Fantasian comenzó su desarrollo en 2018.  Se anunció por primera vez durante el video introductorio de Apple Arcade el 25 de marzo de 2019.   El juego fue desarrollado por Mistwalker, un estudio fundado por Sakaguchi en 2004.  El juego se concibió por primera vez después de que Sakaguchi se reuniera con algunos empleados de Apple, que eran fanáticos tanto de Final Fantasy como del trabajo de Uematsu. Después de pasar algún tiempo conceptualizando posibles ideas, el equipo de Sakaguchi se preguntó si sería posible crear un juego para Apple.  El juego fue creado con el motor de juego Unity. 
Conceptualmente, Sakaguchi se sintió inspirado a volver "a [sus] raíces" después de volver a jugar Final Fantasy VI en 2018 con algunos de sus antiguos colegas que habían trabajado en el juego.   Antes de esto, el productor había pasado un tiempo trabajando en juegos móviles como Party Wave y Blade Guardian, siendo su último juego de rol narrativo The Last Story para Wii de 2011.  Con Fantasian, Sakaguchi quería trabajar en algo que emulara los juegos de rol japoneses (JRPG) del pasado, afirmando que era un estilo que disfrutaba y que "los viejos estilos pueden ser geniales por méritos propio".  También reconoció que potencialmente Fantasian podría ser su último proyecto debido a su edad.  
Visualmente, Fantasian utiliza dioramas hechos a mano, un concepto que decidió al inicio de su desarrollo.  Sakaguchi, un aficionado a las maquetas, había utilizado previamente elementos hechos a mano en el juego de estrategia móvil Terra Wars y quería explorar más el concepto en un juego de rol tradicional.  A diferencia de los niveles pre-renderizados de juegos anteriores de Final Fantasy, Fantasian utilizó drones equipados con tecnología de escaneo 3D para recrear digitalmente decorados en miniatura construidos a mano.  De esta forma se crearon más de 150 dioramas.  Los dioramas fueron creados por veteranos de la industria Tokusatsu de Japón, incluido uno creado por Akira Toriyama autor de Dragon Ball.   Este proceso fue laborioso y requirió tiempos de planificación conceptual más largos de lo habitual, ya que el equipo de desarrollo no podía retroceder y cambiar cosas como se harían en un programa de modelado 3D.   A pesar de declarar él mismo que un juego "con un proceso de diorama probablemente no debería existir", Sakaguchi señaló que este proceso era necesario para obtener la apariencia que quería, diciendo que ofrece un "toque hecho a mano único que no se puede replicar". "    Debido al desafío de modificar los dioramas, los elementos del juego y la historia se cambiaron para que coincidieran y no al revés.  Sakaguchi desarrolló el sistema Dimengeon porque sentía que las batallas aleatorias interrumpirían la exploración a los jugadores. 

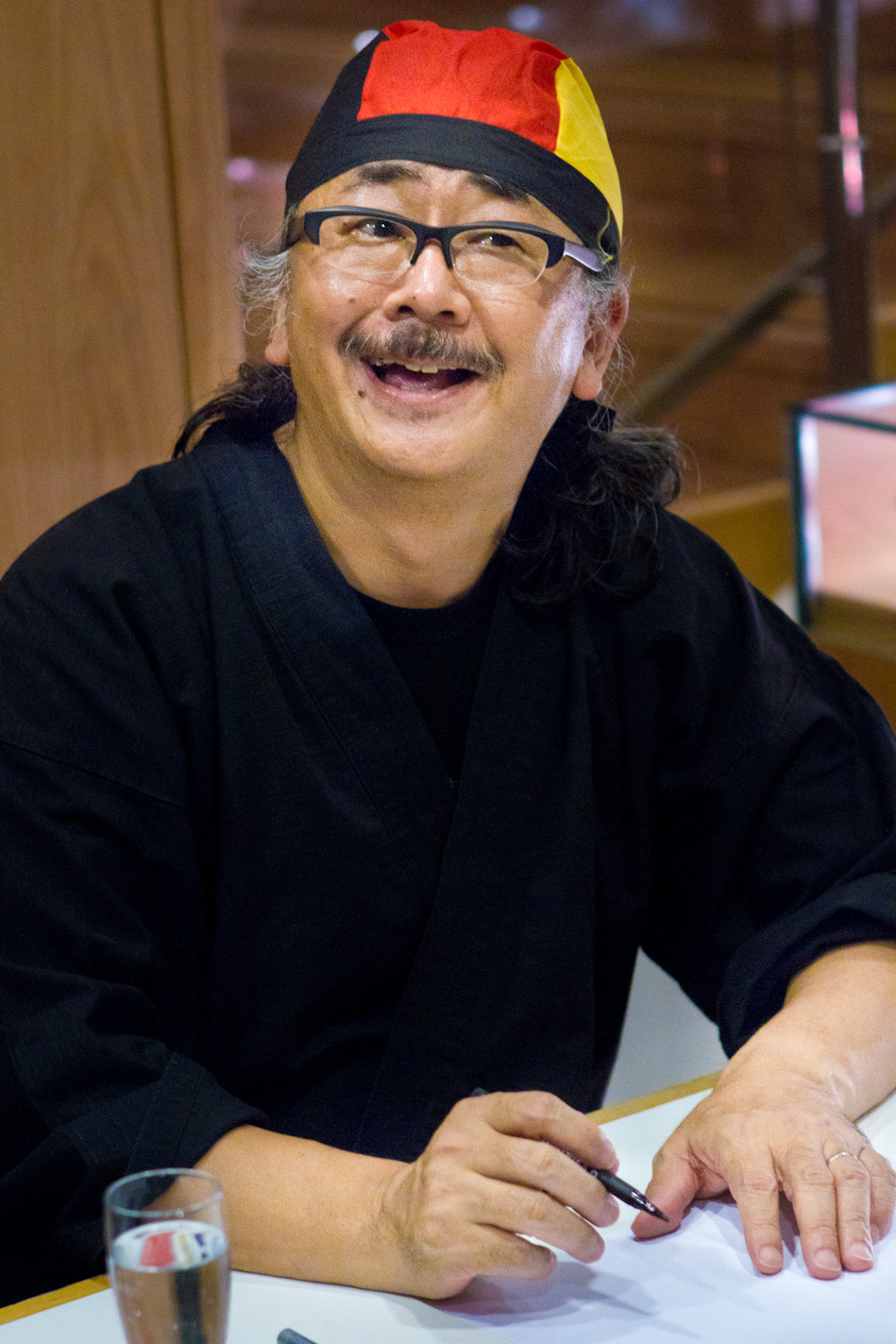
Compositor Nobuo Uematsu en 2011

Fantasian se compone de dos partes: la primera parte tarda entre 20 y 30 horas en completarse, mientras que la segunda completa la historia con entre 40 y 60 horas adicionales de contenido. 

### Neo Dimension
El 18 de junio de 2024 durante el Nintendo Direct se anunció que el juego sería finalmente lanzado tanto a PC como a las distintas consolas del mercado bajo el nombre de Fantasian Neo Dimension.

## Música
La música del juego fue compuesta por Nobuo Uematsu.  Uematsu había trabajado anteriormente en otros títulos de Mistwalke como Lost Odyssey o Blue Dragon y para Fantasian compuso 60 pistas para su banda sonora, la cual él mismo considera este trabajo como la mejor banda sonora que jamás haya hecho.   En alusión a problemas de salud, Uematsu señaló que, al igual que Sakaguchi, la banda sonora de Fantasian podría ser su último trabajo.  
La banda sonora de Fantasian consiste en una fusión de música de estilo barroco con sintetizadores.  Queriendo liberarse de la música convencional que se encuentra en el género JRPG, Uematsu experimentó con elementos como la disonancia e instrumentos étnicos.  Parte de la música presenta improvisaciones, lo cual el compositor nunca había utilizado antes en sus bandas sonoras de videojuegos.  Durante un año,pasó 13 horas diarias componiendo música para el juego. 
La banda sonora estuvo disponible para transmisión a través de Apple Music en julio de 2021.  

## Recepción
Fantasian recibió críticas generalmente favorables según Metacritic. Se elogió especialmente el sistema "Dimengeon", los decorados de las maquetas, la banda sonora y la jugabilidad durante las batallas, mientras que las críticas negativas se centraron en que la historia del juego era simple, así como explorar el mundo es algo engorroso a través de los controles táctiles de los dispositivos Apple, y que los gráficos del juego son deficientes cuando se juega en dispositivos de mayor resolución, como a través de iMac.   
Durante la 25.ª edición de los Premios DICE, la Academia de Artes y Ciencias Interactivas nominó a Fantasian como Juego Móvil del Año . 